# Ștefan al II-lea de Blois
Ștefan al II-lea de Blois, pe numele de botez Ștefan Henric (în franceză Étienne Henri, în franceza medievală Estienne Henri) (n. cca. 1045 – 19 mai 1102), conte de Blois și de Chartres, a fost fiul lui Theobald al III-lea, conte de Blois cu Garsinde du Maine.
Ștefan s-a căsătorit cu Adela de Normandia, fiică a lui William Cuceritorul, duce de Normandia și rege al Angliei. Căsătoria a avut loc în jurul anului 1080 în Chartres. În anul 1089, la moartea tatălui său, a devenit conte de Blois și de Chartres, deși Theobald al III-lea îi acordase administrarea acestor ținuturi încă din 1074.

Blazonul original al comitatului de Blois.

Contele Ștefan al II-lea a fost unul dintre liderii care au participat la Prima cruciadă, remarcându-se desele sale scrisori pline de entuziasm către soția sa Adela, referitoare la mersul evenimentelor în cruciadă. El a fost conducătorul adunării armatei cruciate în timpul asediului asupra Niceei din 1097.
S-a întors acasă în 1098, părăsind Asediul Antiohiei, care se prelungea, și fără să-și îndeplinească jurământul cruciat de a merge până la Ierusalim. Impulsionat de Adena de Normandia să întreprindă un al doilea pelerinaj, Ștefan s-a raliat participanților la Cruciada din 1101, în compania altor cruciați care se reveniseră în Europa prematur. În 1102, Ștefan a fost ucis în cadrul celei de a doua bătălii de la Ramla, la vârsta de 57 de ani.
Din căsătoria cu Adela de Normandia au rezultat următorii copii:
1. Guillaume de Sully (d. 1150), conte de Chartres, căsătorit cu Agnes de Sully (d. după 1104)
2. Theobald al II-lea, conte de Champagne
3. Odo, decedat timpuriu
4. Ștefan, rege al Angliei
5. Lucia-Mahaut (d. 1120), căsătorită cu Richard d'Avranches
6. Agnes, căsătorită cu Hugue al III-lea de Le Puiset
7. Eleonora (d. 1147), căsătorită cu contele Raoul I of Vermandois și divorțată în 1142.
8. Alix (n. cca. 1100 – d. 1145), căsătorită cu Renaud al III-lea de Joigni
9. Lithuisia (d. 1118), căsătorită cu Milo I de Montlhéry, viconte de Troyes și divorțată în 1115
10. Henric de Blois, episcop de Winchester
11. Humbert, decedat timpuriu